# Rio Odres

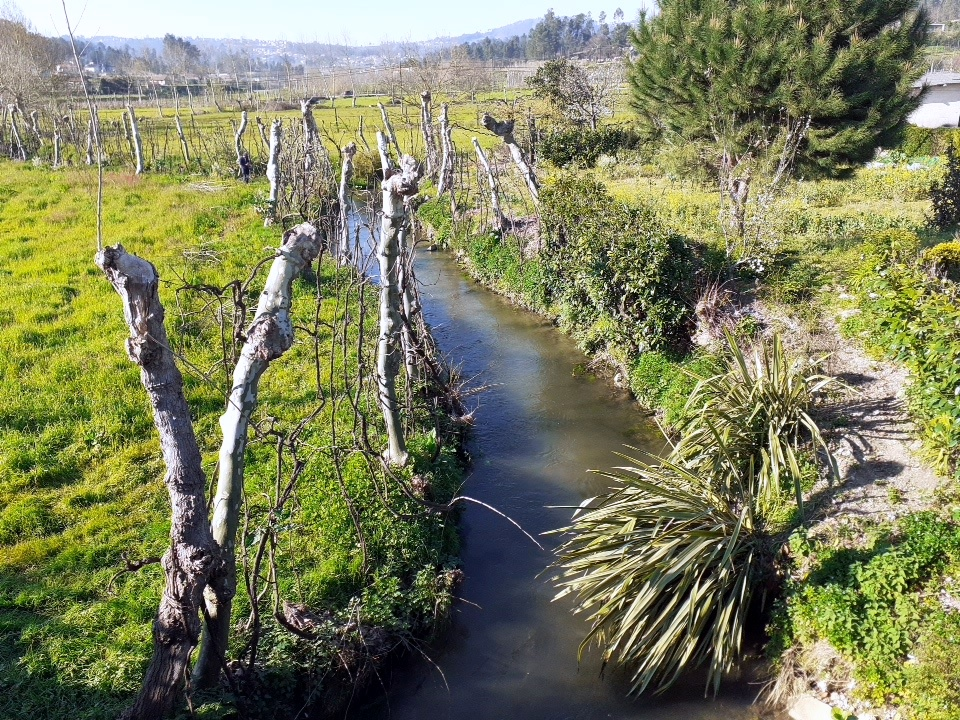
Rio Odres Amarante Vila Meã

O rio Odres ou Odes é um rio de Portugal, afluente do Rio Tâmega. Nasce perto da freguesia de Santiago de Figueiró, concelho de Amarante; passa por Travanca, Vila Meã e desagua no Tâmega, um pouco abaixo de Constance em frente a Marco de Canavezes depois de um percurso de cerca de 14.2 quilómetros.
Em Vila Meã existe uma praia fluvial com espaços para desportos de praia, zona de lazer e bar.
Em 9 de Julho de 2009, uma avaria numa estação de tratamento dos efluentes industriais provocou o derrame de nafta na povoação de Livração, freguesia de Constance.>

## Afluentes
- Ribeira de Santa Cruz[1]

O rio odres também passa em castelões,concelho de penafiel